# 사쿠라이역 (나라현)

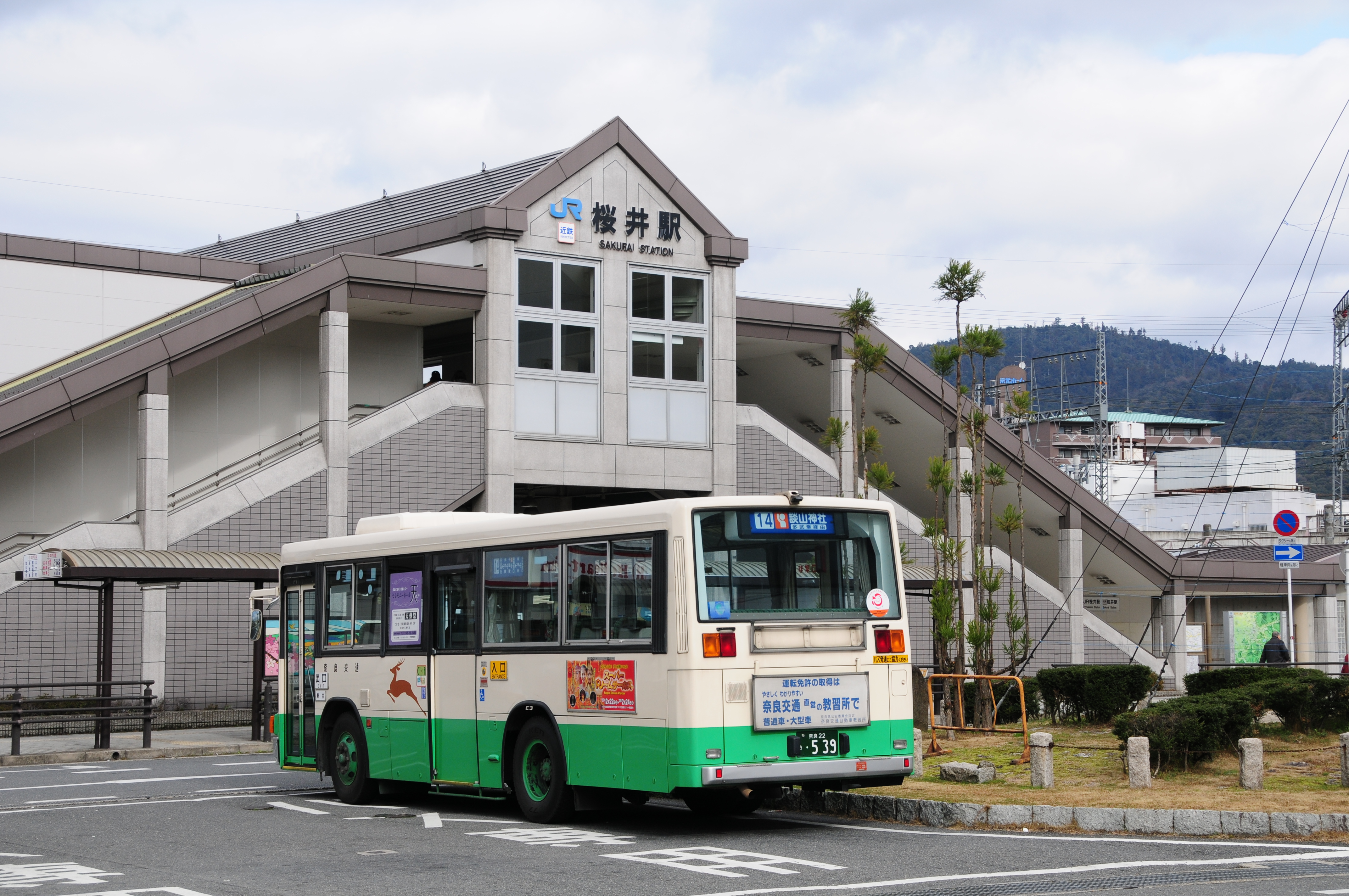
남쪽 출구

사쿠라이역(일본어: 桜井駅, さくらいえき)은 일본 나라현 사쿠라이시에 있는 서일본 여객철도 및 긴키 닛폰 철도의 철도역이다.

## 이용 가능한 철도 노선
- 서일본 여객철도
  - 사쿠라이 선 (만요마호로바 선)

- 긴키 닛폰 철도
  - 오사카 선

양 회사 모두 이코카 및 PiTaPa와 제휴 교통카드의 사용이 가능하다.

## 역 구조
고가 위를 달리는 긴키 닛폰 철도 오사카 선의 역과 지상 위를 달리는 사쿠라이 선의 역은 서로 과선교로 연결되어 있으며, 과선교에는 엘리베이터와 에스컬레이터가 설치되어 있다. 예전에는 남쪽 출구에 서일본 여객철도의 역사가, 북쪽 출구에 긴키 닛폰 철도의 역사가 있었으며, 서일본 여객철도와 긴키 닛폰 철도 간을 환승할 때에는 개찰구를 통과하지 않아도 되었다. 그러나 1993년 ~ 1995년의 개수 공사를 거치면서 양 회사의 개찰구는 분리되었다.

### 서일본 여객철도
단식 승강장과 섬식 승강장이 섞여 있는 2면 3선 형태의 지상역으로, 열차끼리의 교행이 가능하다. 교상역사를 보유하고 있고, 개찰구는 과선교와 같은 층에 있다. 나라 방면에서 온 열차 대부분이 사쿠라이 역에서 회차하며, 다카다 방면으로 운행하는 열차는 시간 당 1편 뿐이다.
이코카 및 제휴 교통카드의 사용이 가능하다.
| 1 | ■ 사쿠라이 선 | 다카다 · 오지 · 고조 방면 |
| 2 | ■ 사쿠라이 선 | 덴리 · 나라 방면          |

### 긴키 닛폰 철도
상대식 승강장 2면 2선 형태의 고가역으로, 역무실, 개찰구는 지상층에 있으며, 승강장은 고가층에 있다.
| 1 | D 오사카 선 | 하이바라 · 나바리 · 이세나카가와 · 이세시마 · 나고야 방면          |
| 2 | D 오사카 선 | 야마토야기 · 오사카우에혼마치 · 오사카난바 · 아마가사키 · 산노미야 |

## 역사

### 서일본 여객철도
- 1893년 5월 23일 - 오사카 철도가 다카다역 ~ 사쿠라이 역 구간을 개통함과 동시에 개업.
- 1898년 5월 11일 - 나라 철도가 교바테역 ~ 사쿠라이 역 구간을 개통함으로써 환승역이 되었다.
- 1900년 6월 6일 - 간사이 철도가 오사카 철도의 노선을 인수. 1905년 2월 7일에는 나라 철도의 노선도 인수했다.
- 1907년 10월 1일 - 간사이 철도의 국유화에 따라 국유철도의 소속이 되었다.
- 1987년 4월 1일 - 민영화에 따라 서일본 여객철도의 소속이 되었다.
- 2005년 3월 1일 - 이코카의 사용이 개시되었다.

### 긴키 닛폰 철도
- 1909년 12월 11일 - 하세 궤도의 사쿠라이 역 ~ 하세 역 구간이 개통하여, 국철 사쿠라이 역과 환승역으로써 개업했다.
- 1912년 - 하세 궤도가 하세 철도로 개칭.
- 1928년 1월 8일 - 오사카 전기 궤도가 하세 철도를 인수.
- 1941년 3월 15일 - 오사카 전기 궤도와 산구 급행 전철이 간사이 급행 철도로 통합.
- 1944년 6월 1일 - 간사이 급행 철도가 긴키 닛폰 철도로 개명.
- 2007년 4월 1일 - PiTaPa 사용 개시.

## 인접역
| 서일본 여객철도 사쿠라이 선          | 서일본 여객철도 사쿠라이 선            | 서일본 여객철도 사쿠라이 선          |
| ------------------------------------ | -------------------------------------- | ------------------------------------ |
| 미와 나라 방면                       | ■ 사쿠라이 선 (만요마호로바 선) 보통   | 가구야마 다카다 방면                 |
| 긴키 닛폰 철도 오사카 선             |                                        |                                      |
| D39 야마토야기 오사카우에혼마치 방면 | ■ 오사카 선 쾌속급행·구간쾌속급행·급행 | 하이바라 D45 이세나카가와 방면       |
| D41 다이후쿠 오사카우에혼마치 방면   | ■ 오사카 선 준급·보통                  | 야마토아사쿠라 D43 이세나카가와 방면 |